# Alexander Baumgarten (Jurist)
Alexander Baumgarten (* 8. Januar 1868 in Suhl; † 7. Oktober 1933 in Leipzig) war ein deutscher Jurist und Reichsgerichtsrat.

## Leben
Baumgarten wurde promoviert. Die 1. juristische Staatsprüfung bestand er 1891 mit der Note „ausreichend“. 1892 trat er in den Referendarsdienst ein. 1896 legte er die 2. juristische Staatsprüfung mit der Note „ausreichend“ ab. 1901 ernannte man ihn zu Staatsanwalt in Magdeburg. 1904 wurde er an das Landgericht Berlin I versetzt und 1906 an das Landgericht Berlin III. 1909 wechselte auf die Richterbank als Landrichter am Landgericht Berlin II. Zum Landgerichtsrat wurde Baumgarten 1910 befördert. 1912 wurde er Landgerichtsdirektor am Landgericht Berlin I. Nach Ausbruch des Ersten Weltkriegs wurde er Mitte September 1914 Hilfsarbeiter in der Reichsanwaltschaft. Im Februar 1920 wurde er selbst Reichsanwalt. Im März/April 1921 kam er an das Reichsgericht. Er war als Richter im IV. und V. Strafsenat tätig. Er war ab September 1922 Mitglied des Staatsgerichtshofs zum Schutze der Republik, ab 1927 nur noch stellvertretendes Mitglied. Er wurde um 1931 zum Senatspräsidenten am Reichsgericht befördert.
Baumgarten war „in der Chronique scandaleuse der Justiz der Weimarer Republik kein Unbekannter“. So war er beisitzender Richter bei verschiedenen Fememordprozessen, wie beispielsweise beim Parchimer Fememord an Walter Kadow (1900–1923) durch Martin Bormann und Rudolf Höß,
Bekannt geworden ist er als Vorsitzender Richter beim Ulmer Reichswehrprozess. Er hatte Hitler als sachverständigen Zeugen zu der Frage geladen, ob die NSDAP eine verfassungsfeindliche Partei sei. Zeuge Hitler: „Wenn die Bewegung in ihrem legalen Kampf siegt, wird ein deutscher Staatsgerichtshof kommen, und der November von 1918 wird seine Sühne finden, und es werden auch Köpfe rollen“. Anstatt Hitler im Gerichtssaal noch verhaften zu lassen, vereidigte Baumgarten ihn. So entstand der sogenannte „Legalitätseid“ Hitlers.

„Herr Rechtsanwalt Frank, der designierte Justitiar des Dritten Reiches, durfte sich denn auch bei dem Herrn Vorsitzenden [Dr. Baumgarten] mit Recht bedanken. Das Reichsgericht ahnt den Herrn von morgen. Keine Ironie unterbricht den Mumpitz der Programmerklärung, und wie ironisch können Richter sonst sein! Kein Verweis schneidet die blutrünstigen Bravaden ab, ungestört entwickelt das heroisch tapezierte Stück Malheur mit dem Diktatorenfimmel seine Guillotinenphantasie. Was Hitler mit einem spinnenwebdünnen Tuch von Legalität umkleidet vor dem höchsten Gericht verkündete, hieße bei Politikern, die nicht Koalitionsfreunde des Reichsjustizministers sind; Vorbereitung zum Mord. Max Hölz soll neulich im Sportpalast gesagt haben, daß man auch in Deutschland eine G.P.U. brauche, und flugs war der Arm der Gerechtigkeit lang ausgestreckt.“

Ossietzky sollte Baumgarten bald selbst erleben. Im skandalösen Weltbühne-Prozess hatte Baumgarten ebenfalls den Vorsitz inne.

„Nichts gegen Herrn Baumgarten! Er besitzt vollendete Manieren, er hat eine sehr cavalière Art, die unvermeidlichen Zwischenfälle zu behandeln. Aber sehr bald merken wir, daß wir bei diesem so liebenswürdigen Herrn recht arg ins Hintertreffen kommen.“

Mit den Machthabern von morgen sollte auch Baumgarten Probleme bekommen. Das Gesetz zur Wiederherstellung des Berufsbeamtentums vom 7. April 1933, das alle aus dem öffentlichen Dienst ausschloss, die nicht „arischer“ Abstammung waren, betraf auch ihn. Zwar griff das sogenannte „Frontkämpferprivileg“ des § 3 II 1 formal für die meisten Räte des Reichsgerichts, da sie ihre berufliche Laufbahn vor dem 1. August 1914 begonnen hatten. Dennoch wurde Baumgarten neben weiteren acht Personen, die nach damaligen Kriterien jüdischer Abstammung waren, am 1. April 1933 beurlaubt. Zur vorzeitigen Entlassung (Baumgarten hatte bereits das 65. Lebensjahr erreicht. Nach § 60a des Reichsbeamtengesetzes idF. des Art. I Nr. IV der Personalabbauverordnung vom 27. Oktober 1923 [RGBl. I, S. 999] galt für Mitglieder des Reichsgerichts das 68. Lebensjahr) kam es nicht mehr, da er bereits im Oktober 1933 verstorben war.

## Herausgeber
- Baumgarten u. a. (Hrsg.): Erich Wulffen – Festschrift zu seinem siebzigsten Geburtstag, Berlin  1932.

## Quelle
- Adolf Lobe: Fünfzig Jahre Reichsgericht am 1. Oktober 1929. Berlin 1929, S. 384, 402.
- Friedrich Karl Kaul: Geschichte des Reichsgerichts, Band IV (1933–1945), Ost-Berlin 1971, S. 262.